# 眞鍋杏樹
眞鍋 杏樹（まなべ あんじゅ、2002年〈平成14年〉6月10日 - ）は、日本の女優。女性アイドルグループNMB48の元メンバーである。
兵庫県出身。

## 略歴

### NMB48として
2020年
- 9月12日、NMB48劇場で行われた「こじりんの部屋～7期生お披露目～」にて、NMB48の7期生としてお披露目される[3]。
- 11月21日、吉田朱里プロデュース「Will be idol」公演の初日メンバーに選ばれ、劇場公演デビュー。

2021年
- 4月9日、難波鉄砲隊其之九「告白の空砲」公演に初出演。同公演の7期研究生の出演はこれが初となる。
- 8月14日、大阪城ホールで行われた「NMB48 LIVE 2021 in 初夏 〜はつなつ!ハツラツ!〜」にて、正規メンバーへ昇格することがサプライズ発表される[4]。
- 11月15日、TBSチャンネル1にて放送された「第4回AKB48グループ歌唱力No.1決定戦」の予選に出演。柴咲コウの『かたち あるもの』を歌唱し、予選1日目の審査では17位にランクインした。
- 12月17日、公式ゲームアプリ「NMB48の麻雀てっぺんとったんで！（現在のアプリ名は「NMB48のカジュアルパーティー）」のイベントにて8位にランクインし、「NMB48フレーム切手セット」の選抜メンバーに選ばれた[5]。
- 12月18日、FRONTIER「大阪魂、捨てたらあかん」公演の夜公演にて、劇場公演出演回数100回を達成した。

2022年
- 1月1日、NMB48劇場にて行われた、2022新春特別公演にて、2021年の劇場公演の出演回数が96回で1位だったことが報告され、トロフィーが授与された[6]。出演回数上位7名で『初めての星』を披露し、センターを務めた。同日行われた「NMB48新春組閣発表会」の新体制により、新たに結成されるチームMに所属することが発表される[7]。
- 3月1日、チームM 4th Stage「恋は突然やってくる」公演に初出演。
- 3月28日、新型コロナウイルスへの感染が公表される[8]。
- 3月31日、雑誌「Top Yell NEO」に初登場。自身初の単独インタビューが掲載された[9]。
- 5月21日、チームN 6th Stage「夢中雷舞」公演に初出演。
- 6月16日 - 18日、BALBOLABO「痴人の愛・現代篇 君といつまでも 2022初夏版」に出演。自身初の舞台出演となる。
- 6月23日、女性ファッション誌「Ray」のWebモデル「Ray girl」としての活動を開始[10]。2023年6月27日まで、全12回の連載記事がRay公式サイトにて掲載された[11]。
- 8月23日、NMB48劇場にて行われた、『NAMBA-1決定戦 Model Collection 2022 〜マジコレ〜』に出演[12]。
- 10月24日、NMB48劇場にて行われた、『NAMBA-1決定戦<即興演劇部門「わたしたちの秘密」>』に出演[13]。ゲスト審査員と観客の投票により、昼の部では3位、夜の部では2位に選ばれた[14]。
- 11月17日、「SASUKE」の出演権をかけたタレントオーディションに参加したことを報告[15]。
- 11月28日、同期である佐月愛果と、冠ライブ「天使と桜」公演を開催。7期生の冠ライブの開催はこれが初となる。

2023年
- 1月20日、TBSチャンネル1にて放送された「第5回AKB48グループ歌唱力No.1決定戦」の個人戦予選に出演[16]。椎名林檎の『丸ノ内サディスティック』を歌唱し、予選2日目の審査では18位にランクインした。
- 2月10日、TBSチャンネル1にて放送された「第5回AKB48グループ歌唱力No.1決定戦」のユニット戦予選に、李始燕・黒田楓和と共に出演[17]。花*花の『さよなら 大好きな人』を歌唱し、5位にランクインして決勝大会への進出を果たした。
- 2月19日、京都市で開催された「京都マラソン2023」にて、自身初のフルマラソンに出場。5時間38分45秒で完走した[18]。
- 3月2日、日本青年館で開催された「第5回AKB48グループ歌唱力No.1決定戦」ユニット戦決勝大会に、李始燕・黒田楓和と共に出演[19]。課題曲としてKiroroの『未来へ』を歌唱し、中間発表で6位にランクインした。自由曲ではモーニング娘。の『泡沫サタデーナイト!』を歌唱し、会場を盛り上げた[20]。
- 3月3日、日本青年館で開催された「第5回AKB48グループ歌唱力No.1決定戦」個人戦決勝大会に、NMB48を代表して応援ゲストとして出演した[21]。
- 3月21日、「なんばらえてぃー」公演に初出演。
- 7月14日、「組閣」により、隅野チームMの副キャプテン就任が発表される[22]。
- 8月1日、瓶野神音・平山真衣・田中雪乃・西田帆花と共に、「だんさぶる!」の妹分ユニットを結成したことを発表。9月10日、ユニット名が「トゥインクル」に決定したことを発表した。
- 9月19日、冠ライブ「トゥインクル 1st LIVE」を開催[23]。
- 10月8日、チームM 4th Stage「恋は突然やってくる」公演の昼公演にて、劇場公演出演回数200回を達成した。
- 10月23日、同期である浅尾桃香・瓶野神音・黒田楓和・佐月愛果・隅野和奏・早川夢菜・平山真衣・芳野心咲・和田海佑と、冠ライブ「We are idol」公演を開催。
- 11月9日、チームM 5th Stage「Mのサイン」公演初日に出演[24]。
- 11月19日、COOL JAPAN PARK OSAKA SSホールで行われた「関西演劇祭」の表彰式に参加し、司会進行を務めた[25]。

2024年
- 1月14日、COOL JAPAN PARK OSAKA TTホールにて行われた「小嶋花梨 1stコンサート～鏡の中の花～」にゲスト出演。本公演では唯一のゲストとなる[26]。
- 1月28日、チームBⅡ 7th Stage「僕のアオハル」公演に初出演。
- 2月25日、大阪市で開催された「大阪マラソン2024」にて、フルマラソンに出場。4時間46分53秒で完走した[27]。
- 3月3日、COOL JAPAN PARK OSAKA TTホールにて行われた「小嶋花梨 2ndコンサート～愛の中の花～」にゲスト出演[28]。
- 3月26日、冠ライブ「トゥインクル 2nd LIVE〜ハルカゼ〜」を開催。
- 3月29日、雑誌「IDOL FILE」にモデルとして初登場。発売を記念して、アザーカットの特別パネル展示がTSUTAYA EBISUBASHIにて同年5月20日まで行われた。
- 6月30日、COOL JAPAN PARK OSAKA WWホールにて行われた「小嶋花梨 3rdコンサート～瞳の中の花～」にユニット「トゥインクル」のメンバーとしてゲスト出演[29]。
- 8月30日、NMB48の30thシングル『がんばらぬわい』で、シングル表題曲の選抜メンバーとして初めて選出されたことが発表される[30] [31]。
- 10月11日、NMB48×goodspoonコラボカフェ企画において、自身がメニュー考案およびプロデュースを行った「とろける二種のチーズのチキンバーガープレート」と「サラトガクーラ」が販売された[32]。
- 11月26日、同期である佐月愛果・隅野和奏・平山真衣と、冠ライブ「おにぎらず」公演を開催。
- 12月17日、チームN 5th Stage「N Pride」リバイバル公演に出演。
- 12月19日、「石田選抜＆師範選抜」公演に出演。

2025年
- 1月11日、チームM 5th Stage「Mのサイン」公演の夜公演にて、劇場公演出演回数300回を達成した。
- 2月24日、大阪市で開催された「大阪マラソン2025」にて、フルマラソンに出場。5時間11分37秒で完走した[33]。
- 3月7日、冠ライブ「トゥインクル 3rd LIVE」を開催。
- 4月8日、朝日新聞の連載企画「NMB48のレッツ・スタディー！」の演劇編に初登場。『憧れが「悔しい！」に転じた日　眞鍋杏樹が追い求める「空間支配力」』と題された記事で、自身のこれまでの歩みや舞台での経験が、朝日新聞朝刊（近畿版）およびデジタル版で紹介された[34]。
- 5月4日、チームM「Mのサイン」公演の夜公演にて、NMB48からの卒業を発表した[35]。
- 7月13日、NMB48劇場にてソロによる冠ライブ「天使の切り札公演」を開催。自身で企画・構成・演出を手がけ、全16曲を1人で披露した。7期生としては初のソロ冠ライブ開催となった。
- 8月12日、チームM「Mのサイン」公演の夜公演をもってNMB48を卒業した[36]。

## 人物
- 小学2年生から中学3年生まで新体操をしており、オリンピック出場を目指していた。中学時代には団体戦で全国優勝をしたことがある[37]。
- 「杏樹」という名前の由来は、フランス語で「天使」という意味を持ち、どこの国の人でも発音しやすく、呼びやすい名前という理由で決められた。誕生月の6月にちなんで「あんずの樹木が実る頃」として漢字は「杏樹」となった[38]。
- 自身の私服コーディネートを「anjumode（アンジュモード）」と名付け、ハッシュタグ「#anjumode」をつけてSNSに写真を投稿している。自身のファッションスタイルを発信する試みの一つであり、SNS上で継続的に公開されている。
- 運動神経に優れ、2021年1月31日にNMB48公式Youtubeにて配信された「NAMBATTLE配信イベント#1 ～体～」では、二重跳びを112回成功させた[39]。
- 自身が芸能界を目指すきっかけになった舞台は、高校1年生のときに観劇した宝塚歌劇団 宙組の「白鷺の城」「異人たちのルネサンス」[40]。
- NMB48の劇場公演での自己紹介キャッチフレーズは、「くるくる～シュ！！今日もフェアリーに～（アンジュ！！）みんなの天使になりたい！」[41]。ペンライトカラーはオレンジと紫[42]。

### 性格・趣味
- 特技は、新体操、体を動かすことならばすぐ習得できる事。
- 趣味は、舞台鑑賞、ダンス、スポーツ、カフェ巡り、カラオケ。
- カラオケの十八番は、ミュージカル「モーツァルト!」の『ダンスはやめられない』 [43]。
- 好きな食べ物は、フロランタン、プラリネチョコ、ハンバーガー。
- 将来の夢は、舞台・女優・モデル・スポーツなどマルチに活動できるアイドル。
- 宝塚歌劇の鑑賞を好み、特に星組トップスター・礼真琴を尊敬している[44]。
- AKB48グループの憧れのメンバーは、村瀬紗英[45]。

### 交友関係
- NMB48の同期である佐月愛果は、同じ高校の同級生である[46]。
- NMB48の先輩メンバーである小嶋花梨のソロコンサートにゲスト出演し、息の合ったペアダンスを披露したことをきっかけに、小嶋の命名により2人のコンビは「こじゅ」と名付けられ、ファンからもその愛称で親しまれている[47]。

## 出演

### ドラマ

#### 短編
- 「トイレ食堂」脚本・監督：坂元裕二（2023年3月21日、YouTubeチャンネル「坂元裕二ゼミ」にて公開） - ナツメ 役[48]

### 舞台
- BALBOLABO「痴人の愛・現代篇 君といつまでも 2022初夏版」（2022年6月16日 - 18日、日本写真映像専門学校） - ナオミ 役[49]
- SHOW劇場vol.15「天守物語」（2023年1月26日 - 29日、吹田市文化会館 メイシアター） - 亀姫 役[50]
- Tarte Produce「ナビゲーション」（2023年4月21日 - 23日、近鉄アート館） - 秋山汐里 役[51][52]
- Tarte Produce「ナビゲーション」（2023年8月30日 - 9月3日、シアターKASSAI） - 南田柚希 役[53]
- 舞台「パリピ孔明」（2024年5月3日 - 6日、天王洲 銀河劇場 / 5月10日・11日、サンケイホールブリーゼ） - 双葉 役[54]
- 久馬君と石田君の演「NETANOTE」（2025年6月28日・29日、よしもと道頓堀シアター）

### テレビ番組
- 再現できたら100万円!THE神業チャレンジ（2022年1月4日、TBS）
- 京都マラソン2023 コース周辺はうまいモンだらけ!?マワラナソン!（2023年2月23日、毎日放送）[55]
- 汗かきNMB ～おスベリちゃん即監獄行き～（2023年2月25日、関西テレビ）[56]
- 目指せARE! アスリートvs芸能人ガチ対決&祝ARE!阪神V戦士おもてなしスペシャル（2023年12月31日、関西テレビ）
- どこでもミルクボーイ（2024年2月20日、eo光テレビ）
- やすとも・友近のキメツケ!※あくまで個人の感想です（2024年5月14日、関西テレビ）[57]
- うま活（2024年9月29日 - 12月22日、関西テレビ） - レギュラー[58]
- 超アスリートvs芸能人 野球＆駅伝＆忘年会ガチすぎるにもほどがあるSP（2024年12月31日、関西テレビ）[59]

### CM
- 和食さと（2022年3月18日-2025年4月8日、サトフードサービス株式会社）

### ラジオ
- NMB48のじゃんぐる♥レディOh!（2023年1月2日 - 3月27日、YES-fm）- 月曜日パーソナリティ

### ネット番組
- 大阪マラソン2024 スタートからぜ～んぶ生配信!（2024年2月25日）[60]
- 大阪マラソン2025 スタートからぜ～んぶ生配信⁉（2025年2月24日）[61]
- こちら大阪マラソン2024千日前情報局
  - ＃1（2023年10月5日）[62]
  - ＃2（2023年10月12日）[63]
  - ＃3（2023年10月14日）[64]
  - ＃4（2023年10月25日）[65]
  - ＃5（2023年11月1日）[66]
  - ＃7（2023年11月26日）[67]
  - ＃8（2023年12月14日）[68]
  - ＃9（2023年12月27日）[69]
  - ＃10（2024年1月25日）[70]
  - ＃11（2024年2月21日）[71]
- 大阪マラソンTV2025
  - ＃1（2024年7月23日）[72]
  - ＃2（2024年8月8日）[73]
  - ＃3（2024年8月13日）[74]
  - ＃6（2024年9月5日）[75]
  - ＃8（2025年2月4日）[76]

### イベント

#### フルマラソン
- 京都マラソン2023 フルマラソン（2023年2月19日、京都市）[77]
- 大阪マラソン2024 フルマラソン（2024年2月25日、大阪市）[78] - メッセージランナー[79]
- 大阪マラソン2025 フルマラソン（2025年2月24日、大阪市）[80] - 大阪マラソン応援ランナー[81]

#### マラソン練習会
- 大阪マラソン2024 なないろ練習会<6回目>（2024年01月19日、大阪市）[82]
- 大阪マラソン2024 なないろ練習会<最終回特別編>20kmラン@淀川河川敷 周回コース（2024年02月11日、大阪市）[83]
- 大阪マラソン2025 なないろ練習会 Vol.2 （2024年11月08日、大阪市）[84]
- 大阪マラソン2025 なないろ練習会 Vol.4 （2024年12月27日、大阪市）[85]

#### その他
- 御堂筋ランウェイ2022（2022年11月3日、大阪市）
- 大阪コミコン2023（2023年5月7日、 インテックス大阪） - NMB48スペシャル・ライブ[86]
- 第21回大阪府安全なまちづくり推進会議総会（2023年6月16日、ホテルプリムローズ大阪）[87][88]
- 大阪マラソン2024～OSAKA MARATHON2024～ 応援団「M-7」結成会見（2023年9月25日、ミライザ大阪城）[89][90]
- LOOP QUEST（2023年10月21日、 Zepp Namba）[91]
- 関西演劇祭（2023年11月19日、COOL JAPAN PARK OSAKA SSホール） - 表彰式に司会進行役として参加[92]
- ワクワクEXPO with 第19回食育推進全国大会プレイベント「食育ワクワクEXPO」（2024年1月6日、阪急うめだ本店）[93]
- 忍びの里 伊賀・甲賀 Feel Like Ninja. 222 LiVE in OSAKA（2024年2月22日、大阪・なんば広場）[94]
- クロフェス2024〜5周年だよ！全員集合だしん！〜 （2024年6月2日、海の森水上競技場）- チームM[95]
- 大阪マラソン2025公式プレイベント 三菱UFJ銀行 KIDS SPORTS FES！（2024年9月28日、大阪城公園） - スペシャルゲスト[96]
- UP-T FESTIVAL SUPER 2024（2024年12月15日、品川ステラボール）[97]
- 「月刊コント新春祇園号」（2025年1月13日、よしもと祇園花月）
- 株式会社エントリー presents Japan Expo Paris in Osaka 2025（2025年4月26日、EXPOアリーナ「Matsuri」）[98]
- MAWA LOOP OSAKA 2025 10th Anniversary（2025年5月10日、BIG CAT）[99]
- 大阪和装コレクション（2025年5月24日、大阪ステーションホテル）[100]
- TOKYO IDOL FESTIVAL 2025 supported by にしたんクリニック（2025年8月3日、お台場・青海周辺エリア）- チームM

## 書籍
- S Cawaii!特別編集 NMB48スペシャル（2022年3月23日、主婦の友社）[101]

## NMB48での参加曲

### シングルCD選抜曲
- 「恋なんかNo thank you!」に収録
  - アイラブ豚まん
- 「シダレヤナギ」に収録
  - 落とし穴
- 「恋と愛のその間には」に収録
  - ホンマにサンキュー
- 「好きだ虫」に収録
  - なぜ、僕は立ち上がるのか? - 「Team M」名義
- 「渚サイコー!」に収録
  - 職員室に行くべきか? - 「Team M」名義
- 「これが愛なのか?」に収録
  - Now
  - 青春ジャンプ - 「Team M」名義
- がんばらぬわい
  - 愛が終わってもSelfish - 「白組」名義
- 「チューストライク」に収録
  - あの船長を選んだのは俺たちじゃない - 「Team M」名義

### アルバムCD選抜曲
- 「NMB13」に収録
  - 青春のラップタイム 2023
  - 想像のピストル

### 劇場公演ユニット曲

#### 吉田朱里プロデュース「Will be idol」公演
- エンドロール
- 夢でKiss me !

#### 難波鉄砲隊其之九「告白の空砲」公演
- キャンディー

#### チームM 4th Stage「恋は突然やってくる」公演
- She's gone
- 記憶のジレンマ
- 逆転王子様

#### チームN 6th Stage「夢中雷舞」公演
- クサイモノだらけ
- 人魚のバカンス

#### 「なんばらえてぃー」公演
- Glory days
- ハートの独占権

#### チームM 5th Stage「Mのサイン」公演
- 愛してるとか、愛してたとか
- 黒い天使

#### チームBII 7th Stage「僕のアオハル」公演
- LOVE ASH